# Velox (motorfiets)
Velox is een historisch Tsjechisch merk van motorfietsen.
De bedrijfsnaam was: Motocykly Hynek Vohanka, Plzen.
Dit was een Tsjechisch merk van de beroemde coureur Hynek Vohanka. Hij bouwde vanaf 1923 motorfietsen met 147cc-Villiers-motor, vanaf 1925 werden er 123- en 174 cc Bekamo-blokken gebruikt, maar in 1926 eindigde de productie.